# Mirdatod
Mirdatod este un producător de lactate din Ibănești, România. Compania a fost înființată de Mircea Todoran și David Todoran în 1994. Firma adună lapte pentru produsele sale de la fermieri de pe Valea Gurghiului, Valea Mureșului, Valea Becii, precum și din Harghita, iar pentru sărare și conservare folosește saramură de la izvorul din Orșova. În prezent, compania are o fabrică de lactate în Ibănești și una în Reghin, ambele în județul Mureș.
Pentru Telemeaua de Ibănești, producătorul a obținut de la Uniunea Europeană certificatul de produs cu “Denumire de Origine Protejată” (DOP). Telemeaua de Ibănești a devenit astfel singurul produs românesc ce are această caracteristică recunoscută oficial la nivel european.

## Istoric
- În 1994, Mircea Todoran și David Todoran au înființat compania Mirdatod.[1]
- În 2013, a fost depusă documentația pentru denumirea de origine protejată (D.O.P.) pentru Telemea de Ibănești.[4]
- În 2016, Telemeaua de Ibănești a fost recunoscută la nivelul Uniunii Europene având statut de produs cu Denumire de Origine Protejată (DOP).[5]
- În 2016, Mirdatod au achiziționat fosta fabrică de lapte din Reghin.[6]
- În 2018, firma a început investiția în fabrica de la Reghin prin implementarea unui proiect european.[3]
- În 2018 au fost certificate primele trei produse montane românești: Cașcavalul de Ibănești – produs montan, Smântâna de Ibănești – produs montan și Urda de Ibănești – produs montan.[7]
- În 2018, compania a început un contract și cu zona de câmpie, respectiv zona Iernut, zona Șăulia, Șeulia și Miheș de unde colectează lapte.[7]
- În 2021, firma a finalizat investiția privind unitatea de producție de la Reghin și a deschis fabrica.[3]
- În 2021, datorită deschiderii fabricii din Reghin, compania și-a dublat capacitatea de producție.[3]

## Rezultate financiare

### Cifra de afaceri
- 2019: 9 milioane de euro[3]

### Număr de angajați
- 2015: 105 de angajați[8]
- 2017: 110 de angajați[9]
- 2019: 150 de angajați[3]

### Vânzări
- 2017: compania a înregistrat vânzări de 7 milioane de euro.[9]

### Profit net
- 2019: 3,16 milioane de lei[10]

### Producție
- 2019: 100.000 de litri de lapte procesat pe zi[3]
- 2021: 200.000 de litri de lapte procesat pe zi[3]